# Gezoneerd elfenbankje
Het gezoneerd elfenbankje (Trametes ochracea) is een paddenstoel uit de familie Polyporaceae. Het leeft saprotroof op stronken en stammen van loofbomen. Het komt voor in loofbossen op voedselarme of voedselrijke bodem. Het veroorzaakt witrot.

## Kenmerken
Vruchtlichaam
Het vruchtlichaam is halfrond waaier- tot vlak, consolevormig. Ze staan meestal in groepen in rijen of groeien dakpansgewijs. Het heeft een breedte 3 tot 10 cm en een dikte 0,5 tot 1 cm. Het groeit zijwaarts of in het midden van de boom. De rand van de hoed is scherp, dun en golvend. De hoed is duidelijk dikker op het aanhechtingspunt en heeft hier meestal een knobbeltje. Het oppervlak is licht fluweelachtig, vilt, mat, zonder glans, in kleur variërend van okerbruin via licht roodbruin tot kastanje of grijsgrijs. De hoed is duidelijk concentrisch gezoneerd.
Hymenofoor
Het hymenofoor is buisvormig. De buisjes zijn 1 tot 4 mm lang, poriën rond en vierkant, afgeplat in oudere vruchtlichamen. Ze hebben een diameter van 2,5 tot 3,3 mm en zijn wit tot crème van kleur. De buizen vormen slechts één laag en hun rand is gekarteld.
Vlees
Het vlees is wit, flexibel met een licht zure geur.
Sporenprint
De sporenprint heeft een romige kleur. 
Sporen
De sporen zijn kleurloos, inamyloïde, cilindrisch en komma-vormig en meten 5,5-7,5 × 2,5-3 µm.

## Verspreiding
In Nederland komt het gezoneerd elfenbankje algemeen voor. Het is niet bedreigd en staat niet op de rode lijst.

## Foto's

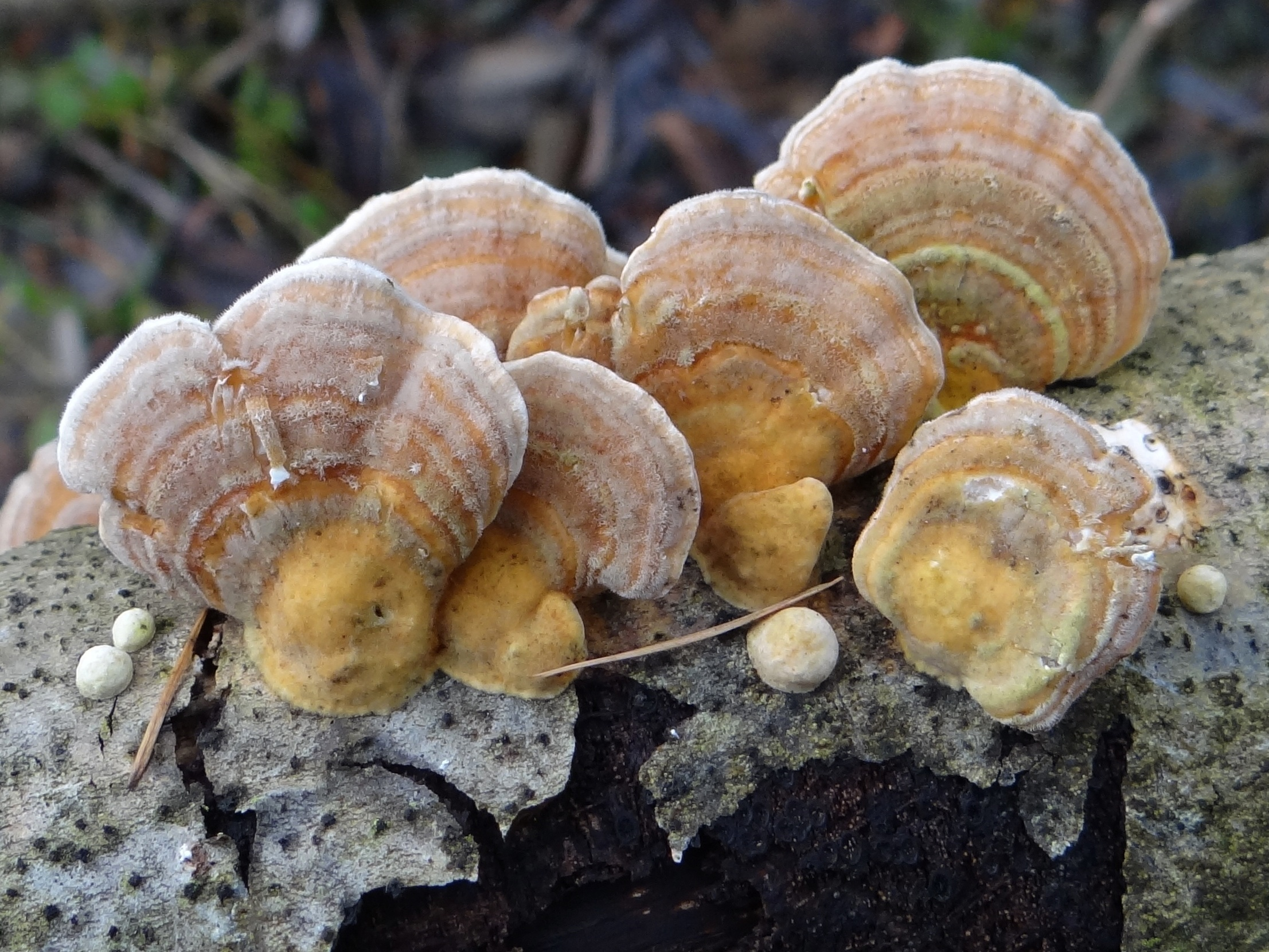
Meerder vruchtlichamen
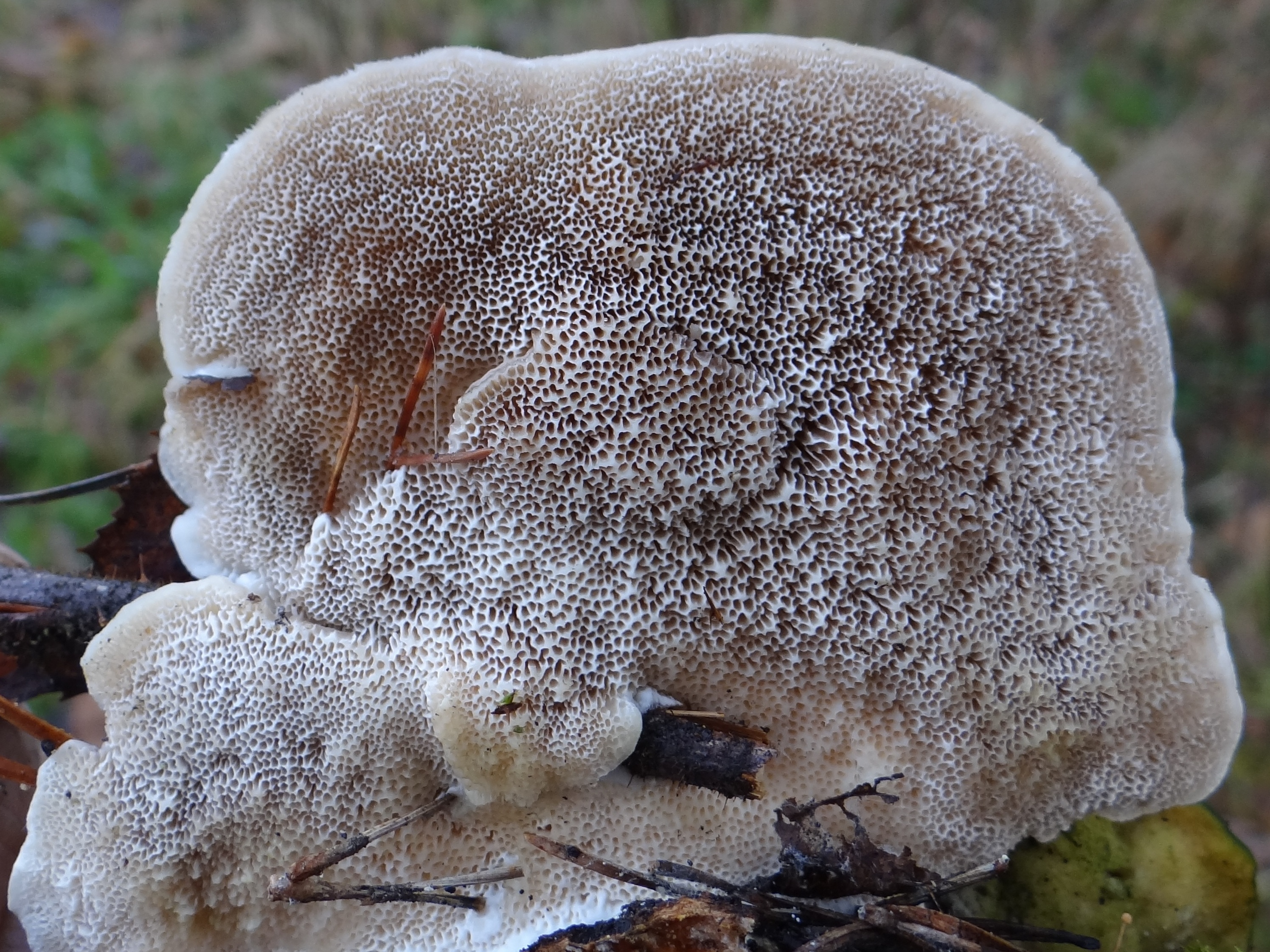
Onderzijde
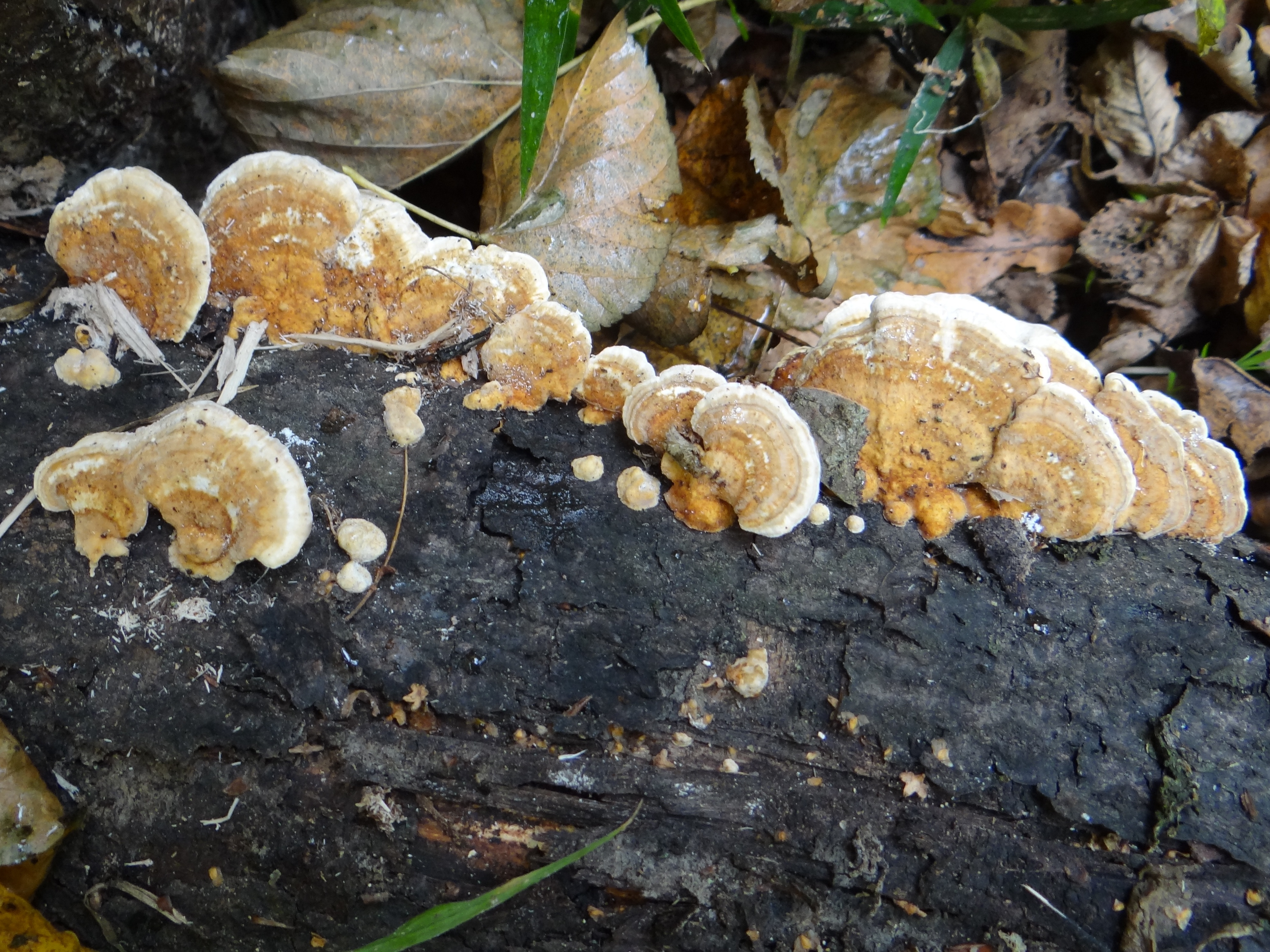
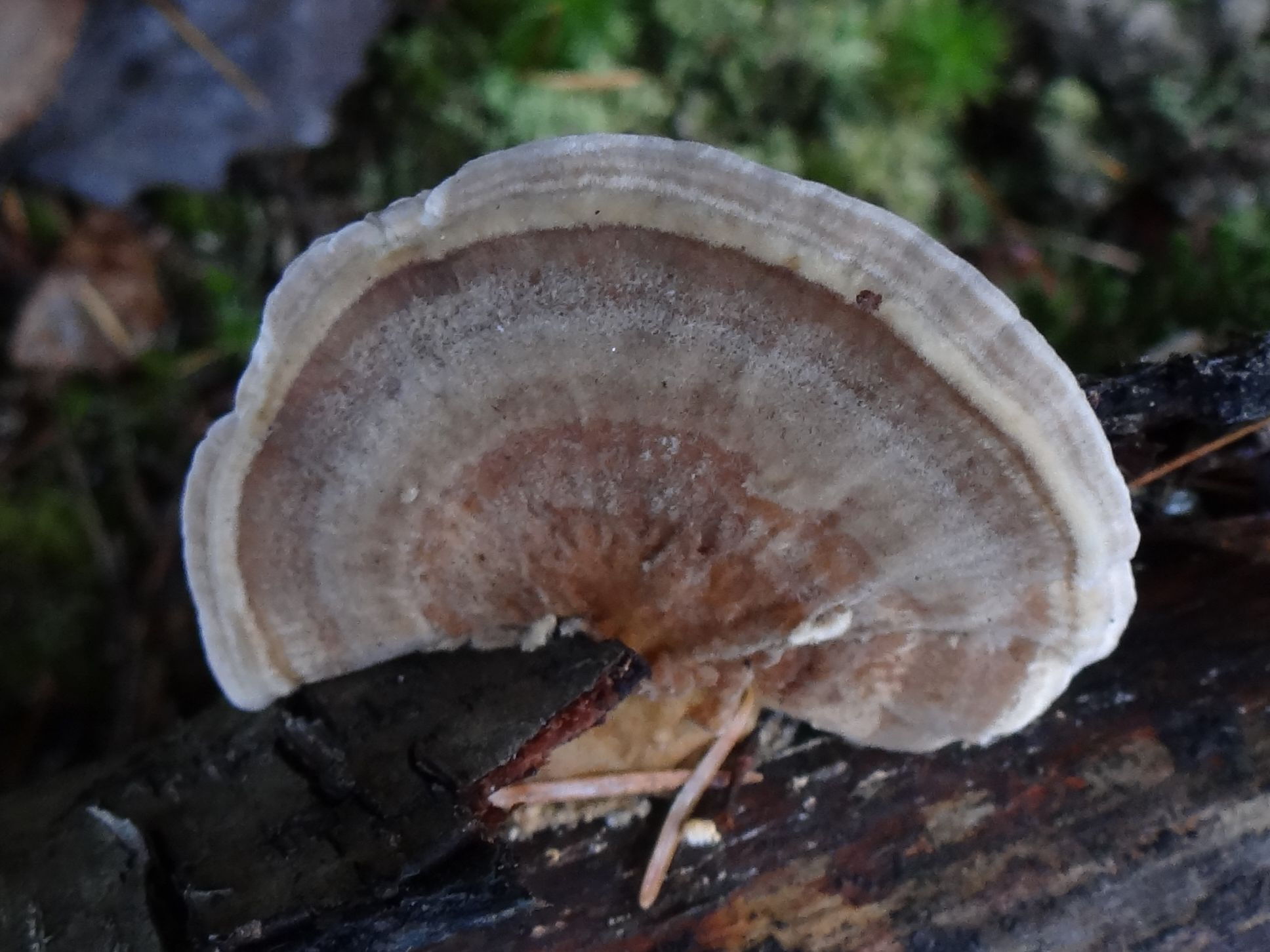
Los exemplaar
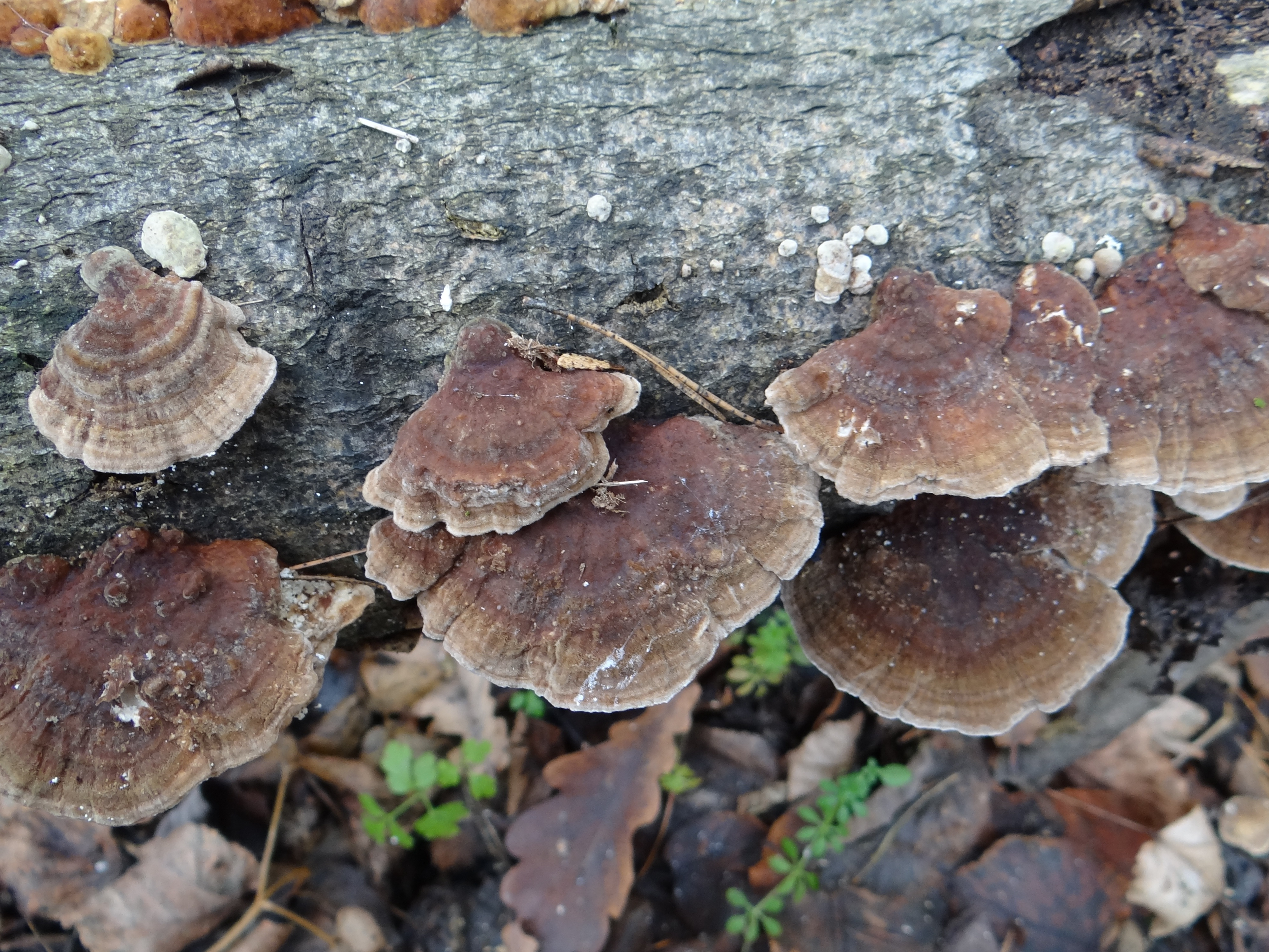